# Heliamphora tatei

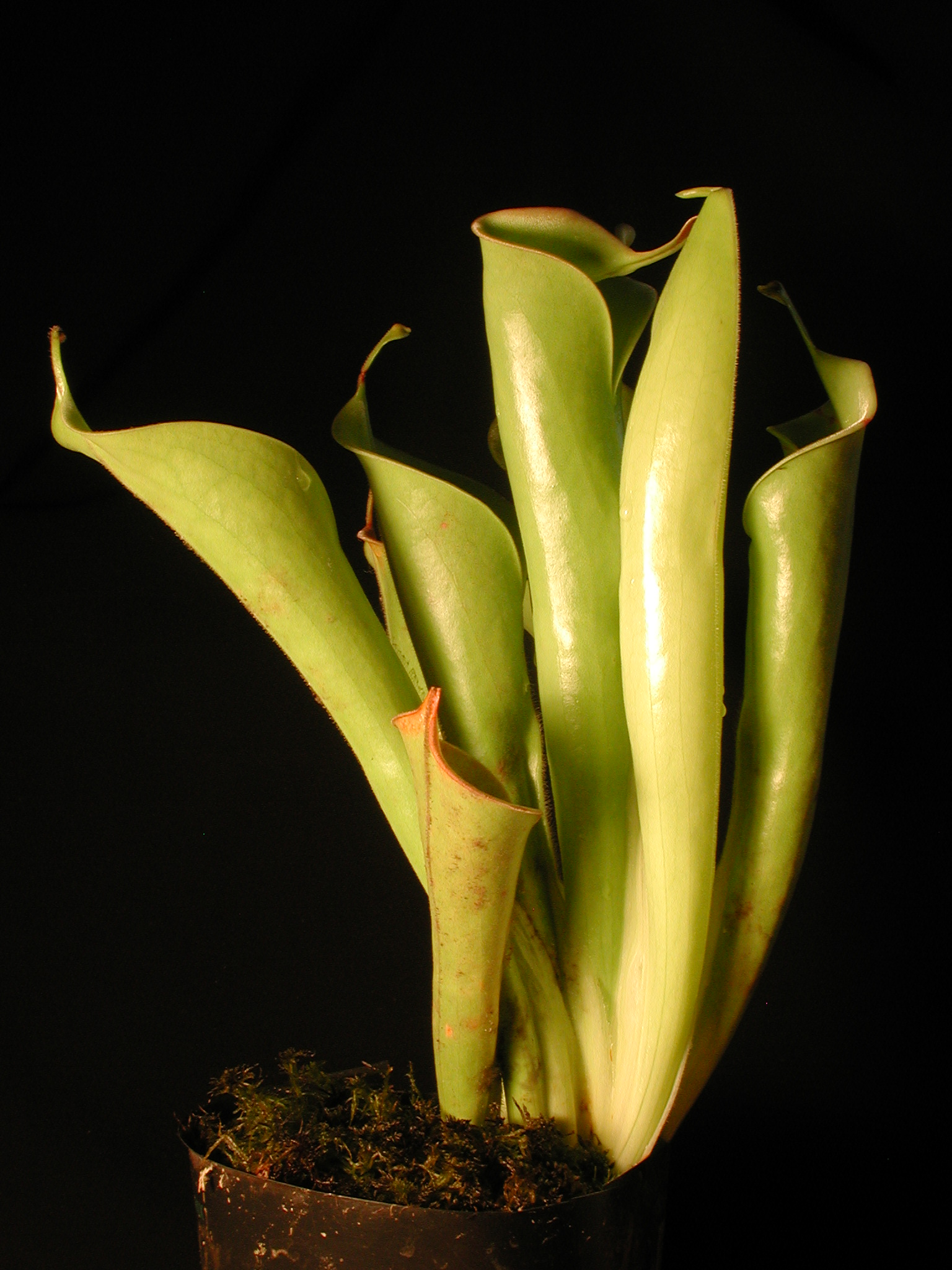
Une Heliamphora tatei

Heliamphora tatei est une espèce de plante carnivore appartenant à la famille Sarraceniaceae. C'est une plante vivace terrestre de 1 à 5 mètres de haut. Ses feuilles sont en forme de cornet munies d'un petit opercule. Cette plante a de grandes hampes, portant des fleurs blanches ou rouges.

## Milieu naturel
Son milieu naturel est le Vénézuela et est capable de vivre sur des rochers avec un peu d'humus. Elle vit sous des climats tropicaux.

## Prédateurs, parasites et maladies
Ses principaux prédateurs et parasites sont les pucerons, les cochenilles et les champignons.